# Жайворонок малий
Жайворонок малий (Calandrella brachydactyla) — вид птахів родини жайворонкових (Alaudidae). Поширений в Європі, Азії та Північній Африці. В Україні гніздовий, перелітний, зрідка зимуючий птах. Вид перебуває під охороною Бернської конвенції та ряду інших природоохоронних документів.

## Опис
Птах довжиною 15—16 см. Розмах крил 27—29 см. Маса тіла 20—30 г. Дорослий птах має світло-буру маківку із темними плямами, низ світлий. Махові пера темно-бурі, хвіст темно-бурий, на крайніх стернових перах білі плями, дзьоб і ноги бурі.
Від більшості інших жайворонків відрізняється чорними поперечними смугами на боках шиї і тим, що темні риски є лише на боках вола; від степового жайворонка — відчутно меншими розмірами і відсутністю вузької білої смуги на задньому краї крил; від сірого жайворонка — слабкою густотою темних рисок на волі, дещо довшим і загостреним дзьобом, але найдостовірніше тим, що на складеному крилі найдовші третьорядні махові пера майже досягають верхівки крила, яку утворюють першорядні махові.

## Поширення. Місця проживання
Ареал широко охоплює Європу, Західну,  Центральну і частину Південної Азії, а також  Північну Африку.
В Україні гніздиться і мігрує в степовій смузі та частково у Лісостепу; інколи зимує в приморських районах. Основні біотопи: пасовища, поля, солончаки, цілинні землі

## Живлення
Вживає їжу як тваринного, так і рослинного походження. Влітку птахи живляться, перш за все, дрібними комахами, в першу чергу дрібними жуками та мурахами, а також іншими безхребетними, такими як павуки і маленькі равлики. У рослинному раціоні переважають насіння злаків і гречкових.

## Охорона
Стан більшості природних популяцій виду в межах ареалу залишається більш-менш стабільним. Саме тому він, згідно Червоного списку МСОП, отримав охоронний статус «відносно благополучний вид». Але в окремих регіонах спостерігається тенденція до зниження чисельності популяції виду, що потребує запровадження охоронних заходів. Тому, жайворонок малий занесений до Додатку ІІІ Бернської конвенції (охоронна категорія: вид підлягає охороні) та Резолюції 6 (види, що потребують спеціальних заходів збереження їхніх оселищ) цієї ж конвенції. Крім того, вид охороняється Директивою Європейського Союзу 2009/147/ЄС «Про захист диких птахів» (Додаток І. Види і підвиди, що знаходяться під загрозою вимирання, які є вразливими, рідкісними або специфічними з екологічної точки зору). На регіональному рівні в Україні жайворонок малий занесений до Червоних книг/списків тварин Дніпропетровської, Луганської та Харківської областей.